# Ptychoverpa bohemica
Ptychoverpa bohemica (Krombh.) Boud., Hist. Class. Discom. Eur. (Paris): 34 (1907).

## Descrizione della specie

### Cappello
1–5 cm, campanulato-conico, spugnoso, color nocciola, libero dal gambo.

### Gambo
6-15 x 0,5–3 cm, cilindrico, biancastro e cavo.

### Carne
Inconsistente.
- Odore: pronunciato, fungino oppure leggermente spermatico.
- Sapore: acidulo.

## Microscopia
Spore54-80 x 15-18 µm, lisce, cilindriche, non guttulate, gialle in massa.
Aschibisporici, raramente tetrasporici.

## Habitat
Probabilmente simbionte e saprofita nei diversi stadi del ciclo vitale, fruttifica in boschi di latifoglie e a volte conifere, in primavera. Più frequentemente nelle vicinanze di corsi d'acqua, dove il terreno è impregnato, sotto salici, ontani, pioppi ma anche Prunus selvatici.

## Commestibilità
La presenza di giromitrina in questo fungo, nociva per l'uomo, non è mai stata riscontrata. I quadri clinici legati alle intossicazioni di questo fungo infatti non sono stati riconducibili alla sindrome giromitrica, come riportato dallo studio di Sitta e Davoli.

## Etimologia
Il nome deriva dal greco ptux, piegato, arricciato

## Sinonimi e binomi obsoleti
- Morchella bohemica Krombh., (1828)
- Verpa bohemica (Krombh.) J. Schröt., (1893)

## Specie simili
- Verpa digitaliformis (= V. conica), che ha il cappello quasi liscio ed aschi octosporici.
- Gyromitra esculenta (velenoso).

## Nomi comuni

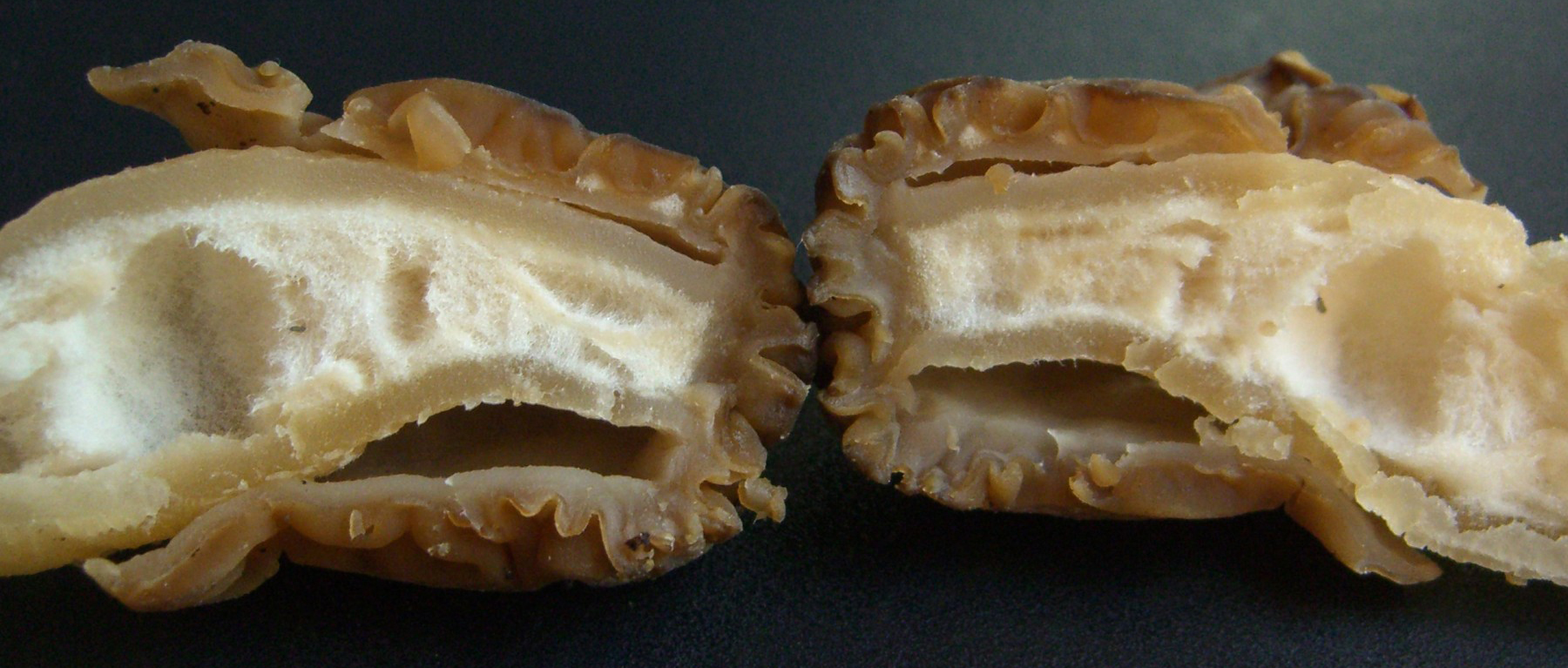
Sezione di P. bohemica

- Falsa spugnola